# Timo Hiltunen
Timo Hiltunen (ur. 14 listopada 1992 w Kuopio) – fiński hokeista.

## Kariera
- KalPa U16 (2007-2008)
- KalPa U18 (2008-2009)
- KalPa U20 (2009-2013)
  -  SaPKo (2010/2011)
- Hokki (2013-2014)
- Jukurit (2014-2016)
- Hokki (2016-2017)
- Jokipojat (2017-2018)
- Vienna Capitals (2018-2019)
- HK Nioman Grodno (2019-2020)
- Podhale Nowy Targ (2020-2021)
- Ciarko STS Sanok (2021)
- Tranås AIF (2021-2022)

Wychowanek klubu Kalevan Pallo. Grał wyłącznie w jego drużynach juniorskich. W czerwcu 2013 przeszedł do Hokki w lidze Mestis. W maju 2014 odszedł do Jukurit. Po dwóch latach w maju 2016 ponownie trafił do Hokki. W kweitniu 2017 został graczem Jokipojat. W lipcu 2018 przeszedł do austriackiego klubu Vienna Capitals. W lipcu 2019 został zakontraktowany przez białoruski Nioman Grodno. W listopadzie 2020 został graczem Podhala Nowy Targ w rozgrywkach Polskiej Hokej Ligi. W czerwcu 2021 został zaangażowany przez STS Sanok także w PHL. Na początku października 2021 jego umowa została rozwiązana. Sezon dokończył w szwedzkim Tranås AIF.
Występował w reprezentacjach juniorów Finlandii do lat 16, do lat 17, do lat 18. Uczestniczył w turnieju olimpijskiego festiwal młodzieży Europy edycji 2009.

## Sukcesy
Reprezentacyjne
- Brązowy medal olimpijskiego festiwal młodzieży Europy: 2009

Klubowe
- Złoty medal Mestis: 2015, 2016 z Jukuritem
- Brązowy medal mistrzostw Białorusi: 2020 z Niomanem Grodno
- Trzecie miejsce w Pucharze Kontynentalnym: 2020 z Niomanem Grodno

Indywidualne
- Mestis (2013/2014):
  - Najepszy pierwszoroczniak miesiąca - listopad 2013
  - Pierwsze miejsce w klasyfikacji strzelców wśród debiutantów w sezonie zasadniczym: 19 goli
  - Pierwsze miejsce w klasyfikacji punktowej wśród debiutantów w sezonie zasadniczym: 36 punktów
  - Najlepszy pierwszoroczniak sezonu